# Murder in Successville
Murder in Successville é uma sitcom britânica criada por Andy Brereton e Avril Spary. A série foi ao ar na BBC Three de 6 de maio de 2015 a 24 de maio de 2017. O programa é estrelado por Tom Davis como Detetive Inspetor Desmond Sleet.

## Enredo
O parcialmente improvisado Murder in Successville foi exibido de 2014 a 2017 na BBC Three, com celebridades se juntando ao detetive fictício Desmond Sleet para resolver mistérios.

## Episódios
| Temporadas | Temporadas | Episódios | Originalmente exibido | Originalmente exibido |
| Temporadas | Temporadas | Episódios | Primeiro episódio     | Último episódio       |
| ---------- | ---------- | --------- | --------------------- | --------------------- |
|            | 1          | 6         | 6 de maio de 2015     | 10 de junho de 2015   |
|            | 2          | 6         | 15 de junho de 2016   | 20 de julho de 2016   |
|            | 3          | 6         | 19 de abril de 2017   | 24 de maio de 2017    |